# Pécsvárad vasútállomás
Pécsvárad vasútállomás egy ma már megszűnt vasútállomás a Pécs–Bátaszék-vasútvonalon, melyet a MÁV üzemeltetett. A város déli részén helyezkedik el, közúti elérését a 6544-es útból dél felé kiágazó 65 363-as számú mellékút biztosítja.

## Története
A vonalon 1911. július 1-jén indult el a forgalom, Pécsváradot is ekkor adták át.
1997. június 1-jétől a Pécsvárad és Palotabozsok közötti szakaszon felfüggesztették a személyszállítást és ideiglenes jelleggel pótlóbuszokat indítottak. A forgalmat sosem indították újra, majd 2009. december 13-ától Pécs felé is megszüntették a vonatokat.

## Megközelítése
A megállóhely Pécsvárad központjában található a Vasút utcában, 50 méterre a 6544-es úttól (Kossuth Lajos utca). A közelben Pécsvárad, Kollégium néven buszmegálló is található, ezt helyközi járatok érintik.

## Kapcsolódó állomások
A vasútállomáshoz az alábbi állomások vannak a legközelebb:
- Dombaytó megállóhely

## Forgalom
Megszűnése előtt a vonalon napi 5-6 vonatpár közlekedett Pécsvárad és Pécs között.